# 客楼镇
客楼镇，是中华人民共和国贵州省黔东南苗族侗族自治州岑巩县下辖的一个乡镇级行政单位。
2014年9月15日，贵州省人民政府批复同意撤销客楼乡建制，设置客楼镇，镇人民政府驻客楼村。

## 行政区划
客楼镇下辖以下地区：
安山村、陀子坳村、毛湾村、下寨村、白家坝村、丰坝村、土黄村和两江村。